# FMOD
FMOD — проприетарная программная аудио библиотека, которая позволяет полностью проигрывать музыкальные файлы разных форматов на разных платформах.
Поставляется в двух версиях — 3.75 и 4.x, называемой «FMOD Ex» и поддерживающей больше форматов и платформ.
Библиотека бесплатна для некоммерческого использования и инди-проектов, но коммерческие разработчики должны платить от 750 до 6000 долл. за первую лицензию для одного продукта.

## Поддерживаемые платформы
FMOD Ex поддерживает следующие платформы:
- Win32, Win64
- Linux 32-bit, 64-bit
- Mac OS 8/Mac OS 9/Mac OS X
- iOS[2]
- Android
- Windows Phone 8
- Xbox
- Xbox 360
- Xbox One
- Nintendo GameCube
- PlayStation 2
- PlayStation 3
- PlayStation 4
- PlayStation Portable
- PlayStation Vita
- Wii
- Wii U

## Взаимодействие с OpenAL
Из-за отсутствия в Windows Vista ускорения DirectSound3D на аппаратном уровне, Creative Labs изменила FMOD для поддержки OpenAL.
Однако в дальнейшем, 1 июля 2010 года, поддержка аппаратного ускорения, расширения EAX и OpenAL была полностью удалена из библиотеки.

## Поддерживаемые форматы
FMOD Ex поддерживает следующие звуковые форматы: AIFF, ASF, ASX, DLS, FLAC, FSB, IT, M3U, MID, MOD, MP2, MP3, OGG, PLS (формат файла), RAW, S3M, VAG, WAV, WAX, WMA, XM, XMA/XWMA (только для Xbox 360), AudioQueue (только для устройств Apple iOS, поддержка AAC, ALAC и MP3).